# Veronica Openibo
Veronica Openibo, née le 17 janvier 1951 à Lagos au Nigeria, est une religieuse catholique nigériane, supérieure générale de la congrégation des sœurs du Saint Enfant Jésus. Elle appelle à plus de transparence dans l'Église, et à la manifestation de la vérité.

## Biographie
Veronica Openibo naît à Lagos au Nigeria le 17 janvier 1951. Elle est la deuxième d'une famille de douze enfants.
Ressentant la vocation religieuse, elle entre en septembre 1973 dans la congrégation des sœurs du Saint Enfant Jésus. Elle y prononce ses vœux religieux en 1975. Devenue religieuse, elle continue d'abord ses études ; elle est diplômée en anglais en 1979 et poursuit des études religieuses à Jos.
Lorsque la province d'Afrique des sœurs du Saint Enfant Jésus est fondée, elle en est la première présidente africaine, de 1986 à 1992.
Sœur Veronica s'occupe d'assurer de 2001 à 2010 la formation de sa communauté nigérienne ; elle donne aussi un enseignement aux formateurs à Jos. Elle organise aussi et anime des conférences sur l'affectivité et sur l'éducation sexuelle.
Elle mène de nombreux ateliers en dehors de sa communauté, à l'intention des religieux et des prêtres, sur les problèmes liés à la sexualité. Elle leur fait prendre conscience de la souffrance des femmes soumises à la domination masculine.
Elle est élue supérieure générale de sa congrégation le 10 avril 2010, pour un mandat de six ans,. En 2012, elle entreprend une visite des écoles et instituts de son ordre.
Sœur Veronica est réélue en 2016 pour un deuxième mandat de six ans. Elle est installée dans la maison mère de sa communauté, à Rome, avec six autres religieuses.
Lors du sommet au Vatican pour la protection des mineurs, elle intervient vigoureusement le 23 février 2019, en appelant fermement à « plus de transparence dans l'Église », et à passer « du scandale à la vérité »,.